# 小行星17908
小行星17908（17908 Chriskuyu）是一颗绕太阳运转的小行星，为主小行星带小行星。该小行星于1999年3月19日发现。

## 轨道参数
小行星17908的轨道半长轴为2.3353685 UA，离心率为0.168。